# Důvodová zpráva
Důvodová zpráva je nezávazná část návrhu zákona, který je předkládán parlamentu. Má sloužit jak k odůvodnění jeho jednotlivých ustanovení, tak k vysvětlení jeho celkového účelu. Proto je využívána hlavně v rámci historické metody výkladu práva. 
K žádnému zákonu důvodová zpráva být připojena nemusí, je to však pravidlem, zejména pak u vládních návrhů zákonů, které se řídí jinak nezávaznými Legislativními pravidly vlády. Podle čl. 9 těchto pravidel má důvodová zpráva svou obecnou a zvláštní část. 
V obecné části předkladatel návrhu zákona především zhodnotí dosavadní právní stav, vysvětlí, v čem je přínos nové právní úpravy a jaké jsou její hlavní principy, posoudí, zda je návrh v souladu s ústavním pořádkem i s právem EU a mezinárodními dohodami, a uvede, zda se při zavádění zákona v praxi dají očekávat nějaké zvýšené finanční náklady, sociální dopady nebo korupční rizika. Zvláštní část se dále člení podle jednotlivých ustanovení zákona, které postupně odůvodňuje a vysvětluje. Pokud je požadováno, aby zákon nabyl účinnosti dnem jeho vyhlášení, je tato argumentace uvedena u ustanovení o nabytí účinnosti zákona.